# Melica spartinoides
Melica spartinoides là một loài thực vật có hoa trong họ Hòa thảo. Loài này được L.B.Sm. mô tả khoa học đầu tiên năm 1971.